# Lijst van rijksmonumenten op de Haarlemmerdijk
Een overzicht van de 57 rijksmonumenten op de Haarlemmerdijk in Amsterdam.
| Object | Oorspronkelijke functie? | Bouwjaar                                            | Architect | Locatie                             | Coördinaten?                  | Nr.? | Afbeelding                                                               |
| --- | ------------------------ | --------------------------------------------------- | --------- | ----------------------------------- | ----------------------------- | ---- | ------------------------------------------------------------------------ |
| Pand met gevel onder rechte lijst                                                                            | Gebouw                   | 18e/19e eeuw                                        |           | Haarlemmerdijk 21 A,C,E en 23 A,C,E | 52° 22' 55" NB, 4° 53' 19" OL | 1294 | Pand met gevel onder rechte lijst                                        |
| Huis met gevel onder klokvormige top met rollagen                                                            | Gebouw                   | 17e/18e/19e eeuw                                    |           | Haarlemmerdijk 23 B,D,Aen 25 B,D,A  | 52° 22' 55" NB, 4° 53' 18" OL | 1295 | Huis met gevel onder klokvormige top met rollagen                        |
| Pand met halsgeveltje met gedeelde vleugelstukken                                                            | Gebouw                   | eerste of tweede kwart 18e eeuw                     |           | Haarlemmerdijk 23 B en 25 B         | 52° 22' 55" NB, 4° 53' 18" OL | 1296 | Meer afbeeldingen                                                        |
| Pand met gevel onder rechte lijst met consoles                                                               | Gebouw                   | 18e eeuw                                            |           | Haarlemmerdijk 33                   | 52° 22' 55" NB, 4° 53' 18" OL | 1297 | Meer afbeeldingen                                                        |
| Pand met halsgevel met rijk gebeeldhouwde geruite vleugelstukken, hoekvazen en volutenafdekking waarin schip | Gebouw                   | ca. 1860                                            |           | Haarlemmerdijk 45                   | 52° 22' 56" NB, 4° 53' 17" OL | 1298 | Meer afbeeldingen                                                        |
| Pand met uit- en ingezwenkte halsgevel                                                                       | Gebouw                   | derde kwart 18e eeuw                                |           | Haarlemmerdijk 47                   | 52° 22' 56" NB, 4° 53' 16" OL | 1299 | Meer afbeeldingen                                                        |
| Pand met trapgevel van het 'type met grote blokken'                                                          | Gebouw                   | eerste helft 17e eeuw                               |           | Haarlemmerdijk 49                   | 52° 22' 56" NB, 4° 53' 16" OL | 1300 | Meer afbeeldingen                                                        |
| Pand met gevel onder rechte lijst met consoles                                                               | Gebouw                   | 17e eeuw                                            |           | Haarlemmerdijk 55A                  | 52° 22' 56" NB, 4° 53' 16" OL | 1302 | Meer afbeeldingen                                                        |
| Huis met latere klokgevel onder rollagen en stenen afdekking                                                 | Gebouw                   | 17e eeuw en later                                   |           | Haarlemmerdijk 59                   | 52° 22' 56" NB, 4° 53' 15" OL | 1303 | Meer afbeeldingen                                                        |
| Huis met 18e-eeuwse gevel onder 19e-eeuwse klokvormige top met rollagen                                      | Gebouw                   | 17e eeuw en later                                   |           | Haarlemmerdijk 61                   | 52° 22' 57" NB, 4° 53' 15" OL | 1304 | Meer afbeeldingen                                                        |
| Pand met 18e-eeuwse gevel onder tamelijk recente horizontale beëindiging                                     | Gebouw                   | 18e eeuw                                            |           | Haarlemmerdijk 65                   | 52° 22' 57" NB, 4° 53' 14" OL | 1305 | Meer afbeeldingen                                                        |
| Pand met halsgevel met volutenafdekking                                                                      | Gebouw                   | eerste of tweede kwart 18e eeuw                     |           | Haarlemmerdijk 67                   | 52° 22' 57" NB, 4° 53' 14" OL | 1306 | Meer afbeeldingen                                                        |
| Pand met halsgevel met gedeelde vleugelstukken en een palmet in de gelobde afdekking                         | Gebouw                   | 1736 (jaartal)                                      |           | Haarlemmerdijk 79                   | 52° 22' 58" NB, 4° 53' 13" OL | 1307 | Meer afbeeldingen                                                        |
| Pand met gevel waarvan de hals is vervangen door en lijst                                                    | Gebouw                   | 1736                                                |           | Haarlemmerdijk 81                   | 52° 22' 58" NB, 4° 53' 13" OL | 1308 | Meer afbeeldingen                                                        |
| Pand met gevel onder klokvormige top met stenen afdekking                                                    | Gebouw                   | 18e eeuw                                            |           | Haarlemmerdijk 85                   | 52° 22' 58" NB, 4° 53' 12" OL | 1309 | Pand met gevel onder klokvormige top met stenen afdekking                |
| Hoekhuis met gevel onder rechte lijst                                                                        | Gebouw                   | eerste helft 19e eeuw                               |           | Haarlemmerdijk 93                   | 52° 22' 59" NB, 4° 53' 11" OL | 1310 | Meer afbeeldingen                                                        |
| Pand met gevel onder rechte lijst met gesneden klossen                                                       | Gebouw                   | ca. 1800                                            |           | Haarlemmerdijk 95                   | 52° 22' 59" NB, 4° 53' 11" OL | 1311 | Meer afbeeldingen                                                        |
| Pand met gevel onder licht golvende lijst met consoles                                                       | Gebouw                   | mogelijk 1753                                       |           | Haarlemmerdijk 97                   | 52° 22' 59" NB, 4° 53' 11" OL | 1312 | Pand met gevel onder licht golvende lijst met consoles                   |
| Pand met gevel onder rechte lijst                                                                            | Gebouw                   | 18e/19e eeuw                                        |           | Haarlemmerdijk 109                  | 52° 22' 59" NB, 4° 53' 10" OL | 1313 | Meer afbeeldingen                                                        |
| Pand met ingezwenkte halsgevel                                                                               | Gebouw                   | derde kwart 18e eeuw                                |           | Haarlemmerdijk 119                  | 52° 23' 0" NB, 4° 53' 9" OL   | 1314 | Meer afbeeldingen                                                        |
| Pand met ingezwenkte halsgevel                                                                               | Werk-woonhuis            | derde kwart 18e eeuw                                |           | Haarlemmerdijk 121                  | 52° 23' 0" NB, 4° 53' 9" OL   | 1315 | Meer afbeeldingen                                                        |
| Pand met gevel onder rechte lijst met sterren en andere versiering                                           | Gebouw                   | eerst helft 19e eeuw                                |           | Haarlemmerdijk 127                  | 52° 23' 0" NB, 4° 53' 8" OL   | 1316 | Meer afbeeldingen                                                        |
| Pand met gepleisterde gevel onder rechte lijst met consoles                                                  | Werk-woonhuis            | laatste kwart 18e eeuw                              |           | Haarlemmerdijk 129                  | 52° 23' 1" NB, 4° 53' 8" OL   | 1317 | Pand met gepleisterde gevel onder rechte lijst met consoles              |
| Pand met gevel onder in het midden verhoogde lijst met twee consoles                                         | Gebouw                   | eerste helft 18e eeuw                               |           | Haarlemmerdijk 131                  | 52° 23' 1" NB, 4° 53' 8" OL   | 1318 | Meer afbeeldingen                                                        |
| Huis met gevel onder klokvormige top met rollagen                                                            | Gebouw                   | 17e/18e/19e eeuw                                    |           | Haarlemmerdijk 133                  | 52° 23' 1" NB, 4° 53' 8" OL   | 1319 | Huis met gevel onder klokvormige top met rollagen                        |
| Pand met gevel onder rechte lijst met consoles                                                               | Gebouw                   | laatste kwart 18e eeuw                              |           | Haarlemmerdijk 135A-C               | 52° 23' 1" NB, 4° 53' 7" OL   | 1320 | Meer afbeeldingen                                                        |
| Pand met gevel onder klokvormige top met rollagen                                                            | Gebouw                   | 18e/19e eeuw                                        |           | Haarlemmerdijk 137                  | 52° 23' 1" NB, 4° 53' 7" OL   | 1321 | Meer afbeeldingen                                                        |
| Hoekhuis met halsgevel met gedeelde vleugelstukken                                                           | Gebouw                   | 1729 (jaartal)                                      |           | Haarlemmerdijk 147                  | 52° 23' 1" NB, 4° 53' 6" OL   | 1322 | Meer afbeeldingen                                                        |
| Pand met halsgevel met gedeelde vleugelstukken en palmet in de afdekking                                     | Gebouw                   |                                                     |           | Haarlemmerdijk 149                  | 52° 23' 2" NB, 4° 53' 6" OL   | 1323 | Pand met halsgevel met gedeelde vleugelstukken en palmet in de afdekking |
| Pand met gevel onder rechte lijst                                                                            | Gebouw                   | eerste helft 19e eeuw                               |           | Haarlemmerdijk 157                  | 52° 23' 2" NB, 4° 53' 5" OL   | 1324 | Meer afbeeldingen                                                        |
| Pand met gevel van het 'type met grote blokken' waarvan de trappentop                                        | Gebouw                   | eerst helft 17e eeuw                                |           | Haarlemmerdijk 159                  | 52° 23' 2" NB, 4° 53' 5" OL   | 1326 | Meer afbeeldingen                                                        |
| Pand met halsgevel met gedeelde vleugelstukken en in de afdekking een wijngaard en de                        | Gebouw                   | 1729                                                |           | Haarlemmerdijk 2                    | 52° 22' 54" NB, 4° 53' 21" OL | 1327 | Meer afbeeldingen                                                        |
| Pand met ingezwenkte halsgevel                                                                               | Gebouw                   | mogelijk laatste kwart 18e eeuw                     |           | Haarlemmerdijk 4                    | 52° 22' 54" NB, 4° 53' 21" OL | 1328 | Meer afbeeldingen                                                        |
| Huis met gevel onder rechte lijst                                                                            | Gebouw                   | 17e of 18e eeuw (kern) 19e eeuw (lijst)             |           | Haarlemmerdijk 6I                   | 52° 22' 54" NB, 4° 53' 20" OL | 1329 | Meer afbeeldingen                                                        |
| Pand met gevel onder rechte lijst                                                                            | Gebouw                   | eerste helft 19e eeuw                               |           | Haarlemmerdijk 18                   | 52° 22' 55" NB, 4° 53' 19" OL | 1330 | Meer afbeeldingen                                                        |
| Pand met halsgevel met gedeelde vleugelstukken en koe en in de swarte koe in de gelobde afdekking            | Gebouw                   | ca. 1750                                            |           | Haarlemmerdijk 20                   | 52° 22' 55" NB, 4° 53' 19" OL | 1331 | Meer afbeeldingen                                                        |
| Pand met gevel onder rechte lijst                                                                            | Gebouw                   | 18e/19e eeuw                                        |           | Haarlemmerdijk 40                   | 52° 22' 56" NB, 4° 53' 18" OL | 1333 | Meer afbeeldingen                                                        |
| Pand met gevel onder rijk gesneden rechte lijst                                                              | Gebouw                   | laatste kwart 18e eeuw                              |           | Haarlemmerdijk 48                   | 52° 22' 56" NB, 4° 53' 17" OL | 1334 | Meer afbeeldingen                                                        |
| Pand met halsgevel met volutenafdekking                                                                      | Gebouw                   | derde kwart 18e eeuw                                |           | Haarlemmerdijk 50                   | 52° 22' 56" NB, 4° 53' 17" OL | 1335 | Meer afbeeldingen                                                        |
| Pand met halsgevel met vleugelstukken van s-vormig silhouet                                                  | Gebouw                   | derde kwart 18e eeuw                                |           | Haarlemmerdijk 54                   | 52° 22' 57" NB, 4° 53' 16" OL | 1336 | Meer afbeeldingen                                                        |
| Pand met halsgevel met palmet in de afdekking                                                                | Gebouw                   | 17e eeuw                                            |           | Haarlemmerdijk 56                   | 52° 22' 57" NB, 4° 53' 16" OL | 1337 | Meer afbeeldingen                                                        |
| Pand met ingezwenkte halsgevel van vloeiend silhouet                                                         | Gebouw                   | derde kwart 18e eeuw                                |           | Haarlemmerdijk 58                   | 52° 22' 57" NB, 4° 53' 16" OL | 1338 | Meer afbeeldingen                                                        |
| Hoekhuis met ingezwenkte halsgevel                                                                           | Gebouw                   | derde kwart 18e eeuw                                |           | Haarlemmerdijk 64                   | 52° 22' 57" NB, 4° 53' 15" OL | 1339 | Hoekhuis met ingezwenkte halsgevel                                       |
| Pand met gevel onder rechte triglyfenlijst                                                                   | Gebouw                   | laatst kwart 18e eeuw                               |           | Haarlemmerdijk 66                   | 52° 22' 57" NB, 4° 53' 15" OL | 1340 | Pand met gevel onder rechte triglyfenlijst                               |
| Pand met ingezwenkte halsgevel                                                                               | Werk-woonhuis            | derde kwart 18e eeuw                                |           | Haarlemmerdijk 68                   | 52° 22' 58" NB, 4° 53' 15" OL | 1341 | Meer afbeeldingen                                                        |
| Pand met eenvoudige lijstgevel                                                                               | Gebouw                   | 18e/19e eeuw                                        |           | Haarlemmerdijk 70                   | 52° 22' 58" NB, 4° 53' 15" OL | 1342 | Meer afbeeldingen                                                        |
| Pand met gevel onder rechte lijst                                                                            | Werk-woonhuis            | mogelijk 18e eeuw                                   |           | Haarlemmerdijk 98                   | 52° 22' 59" NB, 4° 53' 12" OL | 1343 | Meer afbeeldingen                                                        |
| Pand met gevel onder rechte lijst                                                                            | Werk-woonhuis            | mogelijk 18e eeuw                                   |           | Haarlemmerdijk 102                  | 52° 22' 59" NB, 4° 53' 12" OL | 1344 | Meer afbeeldingen                                                        |
| Pand met uit- en ingezwenkte halsgevel                                                                       | Werk-woonhuis            | derde kwart 18e eeuw                                |           | Haarlemmerdijk 108A                 | 52° 22' 59" NB, 4° 53' 11" OL | 1345 | Pand met uit- en ingezwenkte halsgevel                                   |
| Pand met gevel onder rechte lijst                                                                            | Gebouw                   | 18e/19e eeuw                                        |           | Haarlemmerdijk 116                  | 52° 22' 60" NB, 4° 53' 11" OL | 1346 | Pand met gevel onder rechte lijst                                        |
| Huis met gevel onder klokvormige top met rollagen                                                            | Werk-woonhuis            | 17e eeuw en later                                   |           | Haarlemmerdijk 118                  | 52° 22' 60" NB, 4° 53' 10" OL | 1347 | Huis met gevel onder klokvormige top met rollagen                        |
| Hoekhuis met trapgevel van het 'type met grote blokken'                                                      | Gebouw                   | eerste helft 17e eeuw (huis) 18e eeuw (wijzigingen) |           | Haarlemmerdijk 124                  | 52° 23' 0" NB, 4° 53' 10" OL  | 1348 | Meer afbeeldingen                                                        |
| Huis met gevel onder rechte lijst                                                                            | Gebouw                   | 17e eeuw en later                                   |           | Haarlemmerdijk 132                  | 52° 23' 1" NB, 4° 53' 9" OL   | 1349 | Meer afbeeldingen                                                        |
| Huis met gevel onder 19e-eeuwse rechte lijst                                                                 | Gebouw                   | 17e eeuw en later                                   |           | Haarlemmerdijk 154                  | 52° 23' 2" NB, 4° 53' 7" OL   | 1351 | Meer afbeeldingen                                                        |
| Pand met gevel onder rechte lijst                                                                            | Gebouw                   | eerste helft 19e eeuw                               |           | Haarlemmerdijk 156                  | 52° 23' 2" NB, 4° 53' 7" OL   | 1352 | Meer afbeeldingen                                                        |
| Pand met ingezwenkte halsgevel van vloeiend silhouet                                                         | Gebouw                   | derde kwart 18e eeuw                                |           | Haarlemmerdijk 182                  | 52° 23' 3" NB, 4° 53' 5" OL   | 1353 | Meer afbeeldingen                                                        |
| Pand met gevel onder rechte lijst met consoles en twee hijsbalken                                            | Gebouw                   | midden 18e eeuw                                     |           | Haarlemmerdijk 186II                | 52° 23' 3" NB, 4° 53' 5" OL   | 1354 | Meer afbeeldingen                                                        |